# 2019 AQ3
2019 AQ3 — околоземный астероид группы Атиры во внутренней части Солнечной системы.
Оценка диаметра составляет 1,4 км. Среди сотен тысяч известных астероидов у 2019 AQ3 орбита обладает наименьшей большой полуосью (0,589 а. е.) и афелием (0,77 а. е.). Впервые объект наблюдался 4 января 2019 года астрономами Паломарской обсерватории в Калифорнии, США. Впоследствии астероид обнаружили на фотографиях с 2015 года.

## Орбита и классификация
Орбита 2019 AQ3
2019 AQ3 обращается вокруг Солнца на расстоянии 0,40-0,77 а. е.. Орбита 2019 AQ3 обладает большой полуосью 0,5887 а. е., что меньше большой полуоси Венеры (0,723 а. е.), но больше большой полуоси 2019 LF6 (0,56 а. е.). Эксцентриситет орбиты равен 0,31, наклон орбиты относительно плоскости эклиптики составляет 47,2 °— самые большое наклонение орбиты среди всех астероидов семейства Атиры. Дуга наблюдения астероида начинается со снимка в рамках проекта Pan-STARRS обсерватории Халеакала в октябре 2015 года более чем за три года до официального обнаружения 4 января 2019 года. Минимальное расстояние пересечения орбиты Земли составляет 0,22 а. е. (88 расстояний от Земли до Луны). Период обращения вокруг Солнца у 2019 AQ3 равен 164,96 суткам. Это было наименьшим периодом обращения из известных, так как до этого рекорд принадлежал астероиду 2006 KZ39 с периодом обращения 170 суток (период обращения 161 день у астероида 2016 XK24 не является надёжно определённым). 10 июня 2019 года рекорд перешёл к астероиду 2019 LF6 (151 день).

### Рекордная величина афелия
Орбита 2019 AQ3 обладает наименьшим афелием среди орбит всех известных астероидов и не превышает 0,774 а. е. (77 % от среднего расстояния между Солнцем и Землёй). До обнаружения 2019 AQ3 минимальное значение афелия принадлежало астероиду (418265) 2008 EA32 и равнялось 0,804 а. е.

### Атиры
2019 AQ3 является астероидом группы Атиры, находящимися внутри земной орбиты. Обнаружение таких астероидов затруднено, поскольку при наблюдении с Земли они оказываются близко к Солнцу, их элонгация никогда не превышает 90°. Известно только 19 таких астероидов, 14 из которых в течение периода обращения могут удаляться от Солнца на 0,9 а. е.

### Наклон орбиты
Орбита астероида обладает большим наклоном относительно средней плоскости Солнечной системы — более 47°, это наибольший наклон среди всех известных астероидов группы Атиры, хотя существует большое количество околоземных астероидов с большими наклонами орбиты.

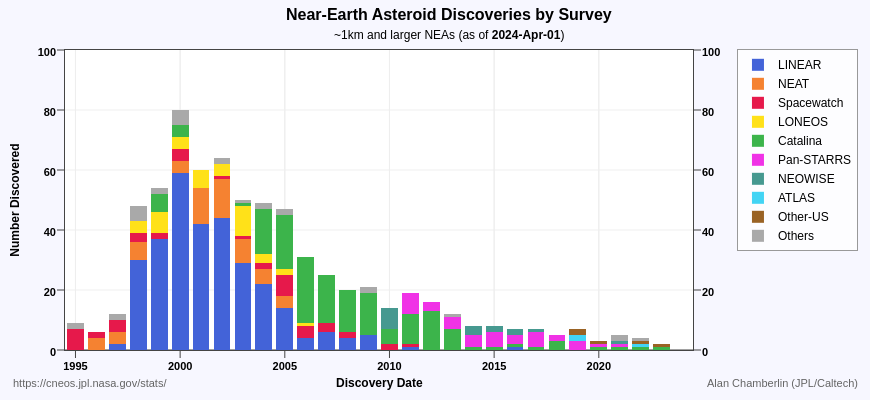
Диаграмма открытий 896 околоземных астероидов (крупнее 1 км) по году открытия и обзору с 1995 года по январь 2019 года

| LINEAR NEAT Spacewatch LONEOS | CSS Pan-STARRS NEOWISE Все другие обзоры |

### Возмущения
На больших временных масштабах 2019 AQ3 обладает достаточно быстро меняющейся орбитой. Между 1600 и 2500 годами н. э. расстояние в афелии изменится от 0,7746 до 0,7725 а. е., расстояние в перигелии увеличится от 0,4025 до 0,4046 а. е., наклон орбиты возрастёт от 47,19 до 47,25°. Вероятно, астероид находится в резонансе Лидова—Козаи с Венерой, что оказывает влияние совместно на эксцентриситет и наклон с периодом в тысячи лет.

## Номер и наименование
По состоянию на январь 2019 года эта малая планета не получила номера и собственного названия от Центра малых планет.

## Физические характеристики
Диаметр объекта оценивается в 1,4 км, что соответствует предполагаемому геометрическому альбедо 0,08 при абсолютной звёздной величине 17,6m. Центр малых планет также указывает, что размеры 2019 AQ3 превышают 1 км. Однако эти оценки пока не подтверждены опубликованными результатами измерений. На основе перехода от диаметра к звёздной величине получены возможные оценки диаметра от 500 м до 2 км при экстремальных значениях альбедо от 0,45 (ярче чем астероиды класса E семейства Венгрии) до 0,04 (очень тёмные углеродные астероиды класса D и класса P, некоторые представители семейства Хильды и троянцев Юпитера). По состоянию на начало 2019 года было открыто менее 900 крупных (размером около километра) околоземных астероидов.